# Anita Snellman
Sini Anita Kyllikki Snellman, född 4 augusti 1929 i Helsingfors, död där 24 februari 2006, var en finländsk målare.
Snellman studerade 1944–1948 vid Konstakademins skola, 1948–1949 vid Kungliga akademien för de fria konsterna, i Stockholm, och 1950 vid Académie Julian i Paris. Hon slog sig tidigt ner på Ibiza, där hon också ofta fann sina motiv.
Snellman blev redan på 1950-talet känd för sin kraftfullt expressiva kolorit, som till en början gick i en mera jordbunden skala men småningom antog allt luftigare och renare toner. 1971–1979 verkade hon som inflytelserik lärare i måleri vid Konstakademins skola, där hennes arbetssätt lockade en lång rad elever att arbeta i hennes stil. Hon ställde fram till 1980-talet ut mycket flitigt och var 1979 Årets konstnär vid Helsingfors festspel. Hon erhöll Pro Finlandia-medaljen 1976 och professors titel 1986.
Hon är begravd på Sandudds begravningsplats i Helsingfors.